# Berlin Flamingos

Die Berlin Flamingos sind ein Baseballverein aus Berlin. Die Berlin Flamingos wurden 1990 gegründet und bestehen aus sieben Mannschaften, die am Spielbetrieb des Berliner Baseball- und Softballverbandes (BSVBB e.V.) teilnehmen. Der bislang größte sportliche Erfolg wurde 2017 mit dem Gewinn der Aufstiegs-Play-offs und dem damit verbundenen Aufstieg in die 1. Bundesliga erreicht. Der Ballpark der Berlin Flamingos ist der Flamingo Park, eine Sportanlage im Märkischen Viertel im Bezirk Reinickendorf. 

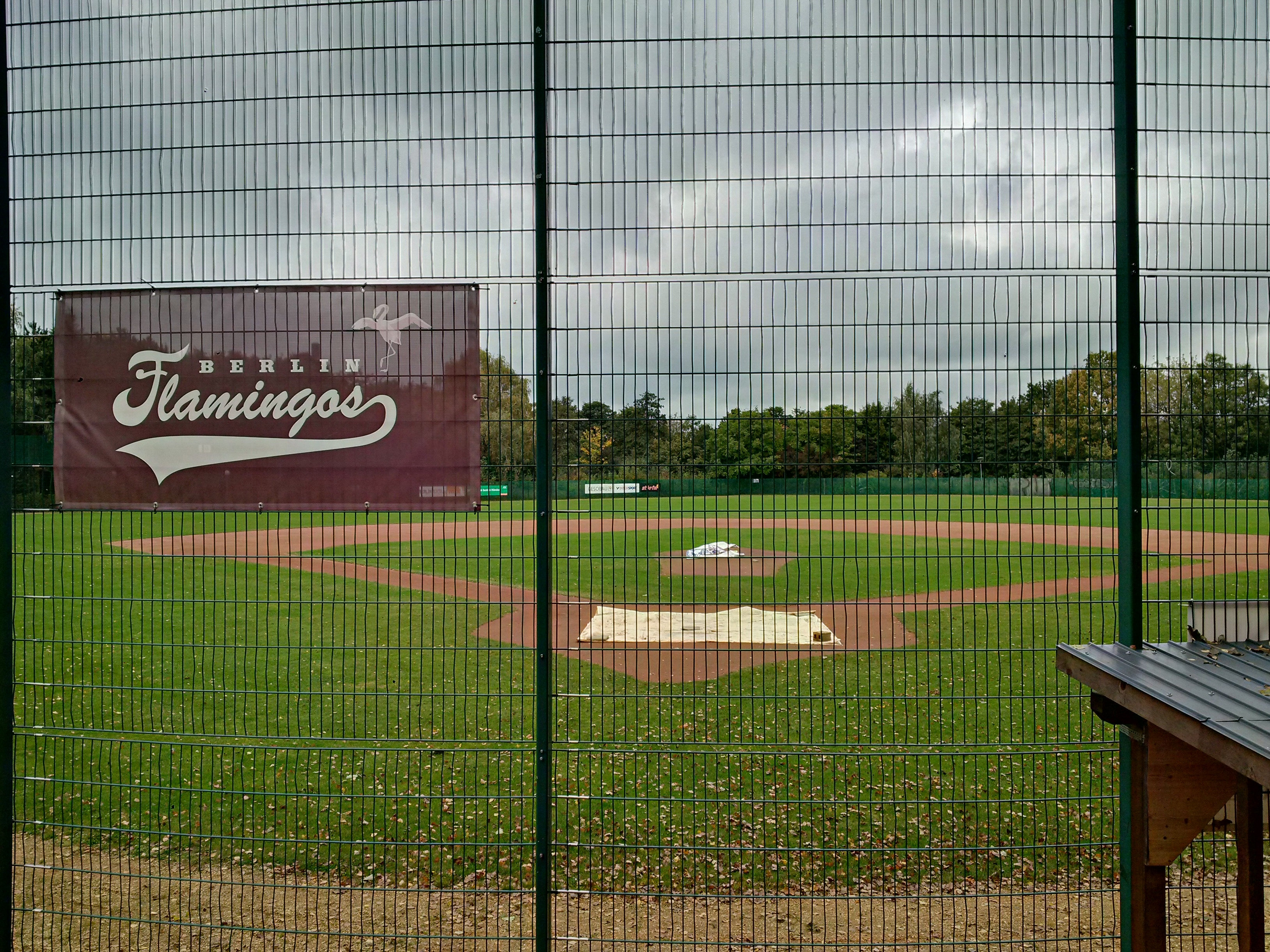
Flamingo Park

## Geschichte
Die Berlin Flamingos sind seit dem 20. September 2011 ein eigenständiger Verein (e.V.). Gegründet wurde der Verein als Frohnau Flamingos am 1. Januar 1990, als eine eigenständige Baseballabteilung des Frohnauer SC.